# Asperden

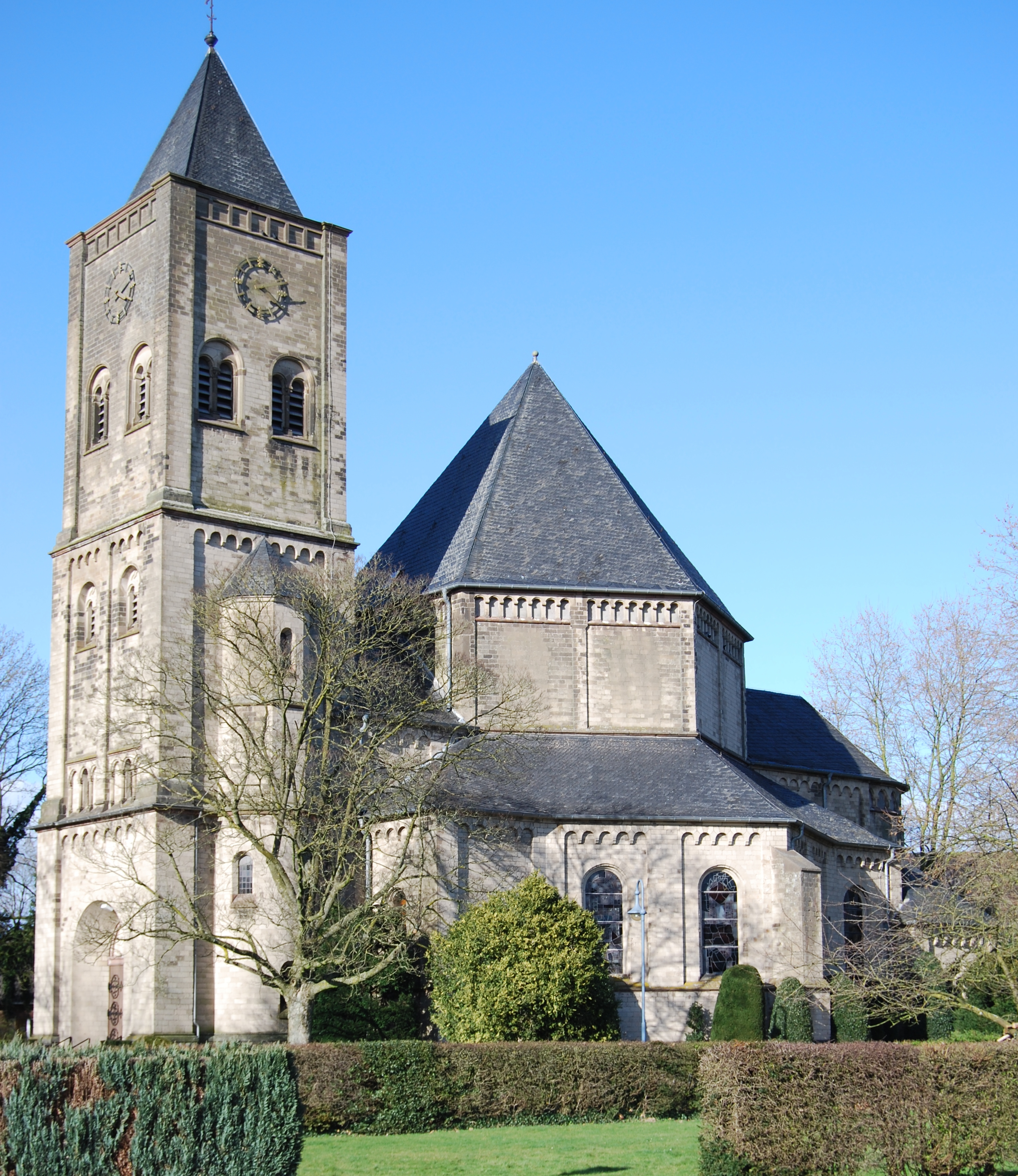
Kirche St. Vincentius in Asperden

Asperden ist ein Ortsteil der Stadt Goch im Kreis Kleve (Nordrhein-Westfalen) mit 2340 Einwohnern (30. Juni 2016).

## Geschichte
Der Ort Asperden wurde um 1100 erstmals erwähnt. Der Ortsname Asperden (Espenrodung), ein Rodungsname, ist auf die Rodungszeit der Wälder zurückzuführen. Asperden liegt am Rand des Klever Reichswaldes.

### St. Vincentius
Die dem hl. Vinzenz von Valencia geweihte katholische Pfarrkirche St. Vincentius ist seit 1255 nachweisbar. Zu Beginn des 14. Jahrhunderts erfolgte die Angliederung des Gotteshauses an das Kloster Graefenthal. Der im 15. Jahrhundert errichtete Neubau wurde 1893 nach Errichtung eines neuen Gotteshauses im neoromanischen Stil auf der gegenüberliegenden Straßenseite vollständig abgebrochen. Heute gehören zur Gemeinde St. Vincentius noch ein Kindergarten, ein Jugendheim und die Don-Bosco-Grundschule.
Am 27. April 2008 wurde mit Günter Leuken der vorerst letzte Pfarrer der Gemeinde verabschiedet. Er war 34 Jahre in Asperden tätig und ging nach Vollendung des 75. Lebensjahres in den Ruhestand. Nach ihm ist heute der Weg neben der Kirche benannt. Mit Pfarrer Leuken bricht die lange Reihe der Ortspfarrer für St. Vincentius erst einmal ab, da ein Nachfolger nicht vorgesehen ist.

### Kloster Graefenthal

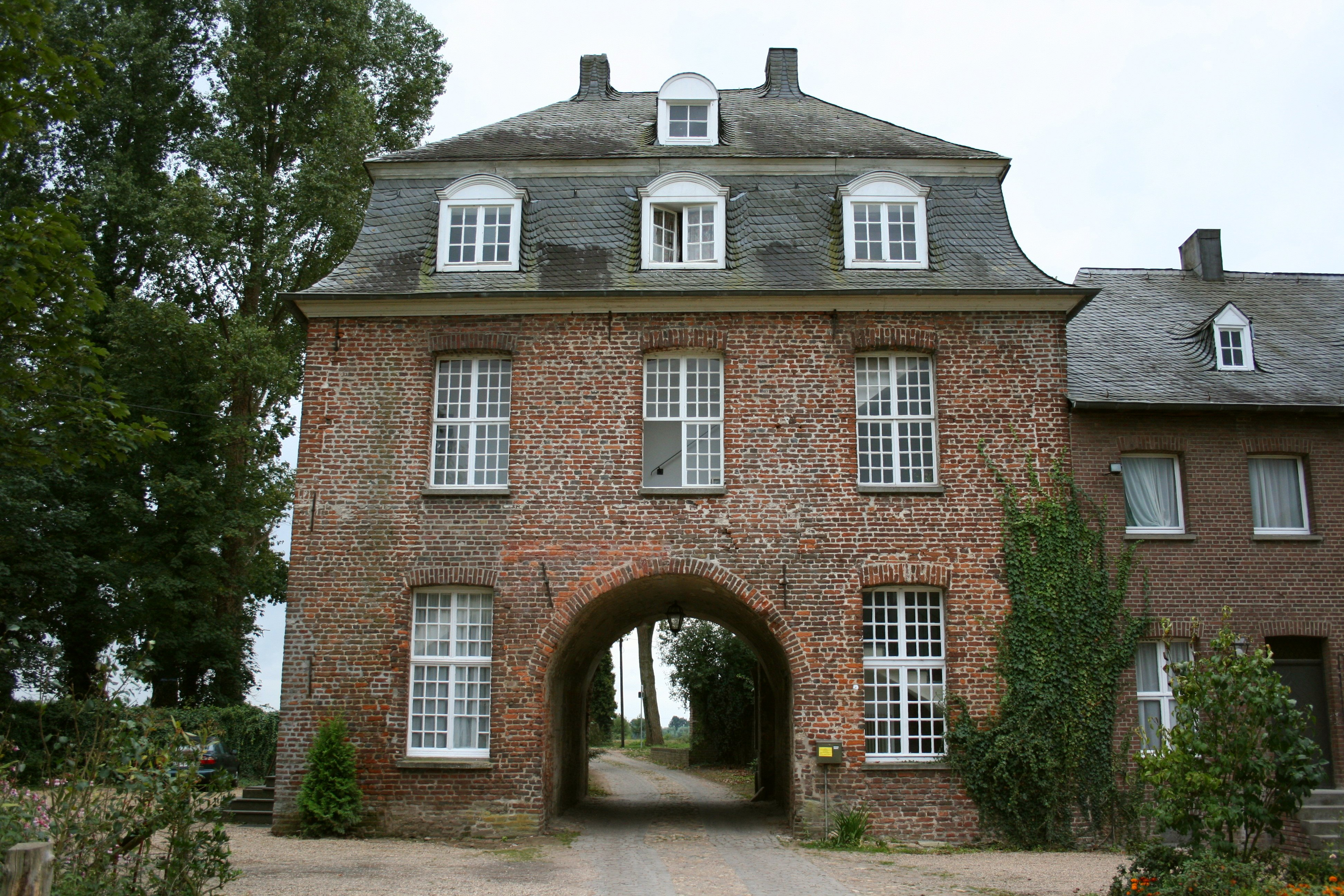
Kloster Graefenthal (Torgebäude)

Nordwestlich von Asperden an der Niers liegt das Gut Graefenthal. Das ehemalige Zisterzienserinnenkloster ist eine Stiftung des Grafen Otto II. (Geldern). 1251 ist die Beisetzung von Ottos Gemahlin im Chor der Kirche überliefert. Die übrigen Kloster- und Wirtschaftsgebäude wurden um 1258 fertiggestellt. Nach Zerstörung der Abtei 1474 und umfangreichen Umbauten im Jahre 1711 wurde das Kloster nach der Säkularisation im Jahre 1802 abgebrochen. Die noch erhaltenen Gebäude der Abtei liegen innerhalb einer weitläufigen mauerumwehrten Anlage.

### Versunkenes Kloster
Noch etwas weiter nördlich, auf der anderen Seite der Niers, lag früher bei der Flurbezeichnung „Versunkenes Kloster“ ein römischer Burgus mit einer zugehörigen kleineren Gewerbeansiedlung. Der Burgus Asperden ist heute in der Örtlichkeit nicht mehr zu erkennen.

### Asperden im Zweiten Weltkrieg

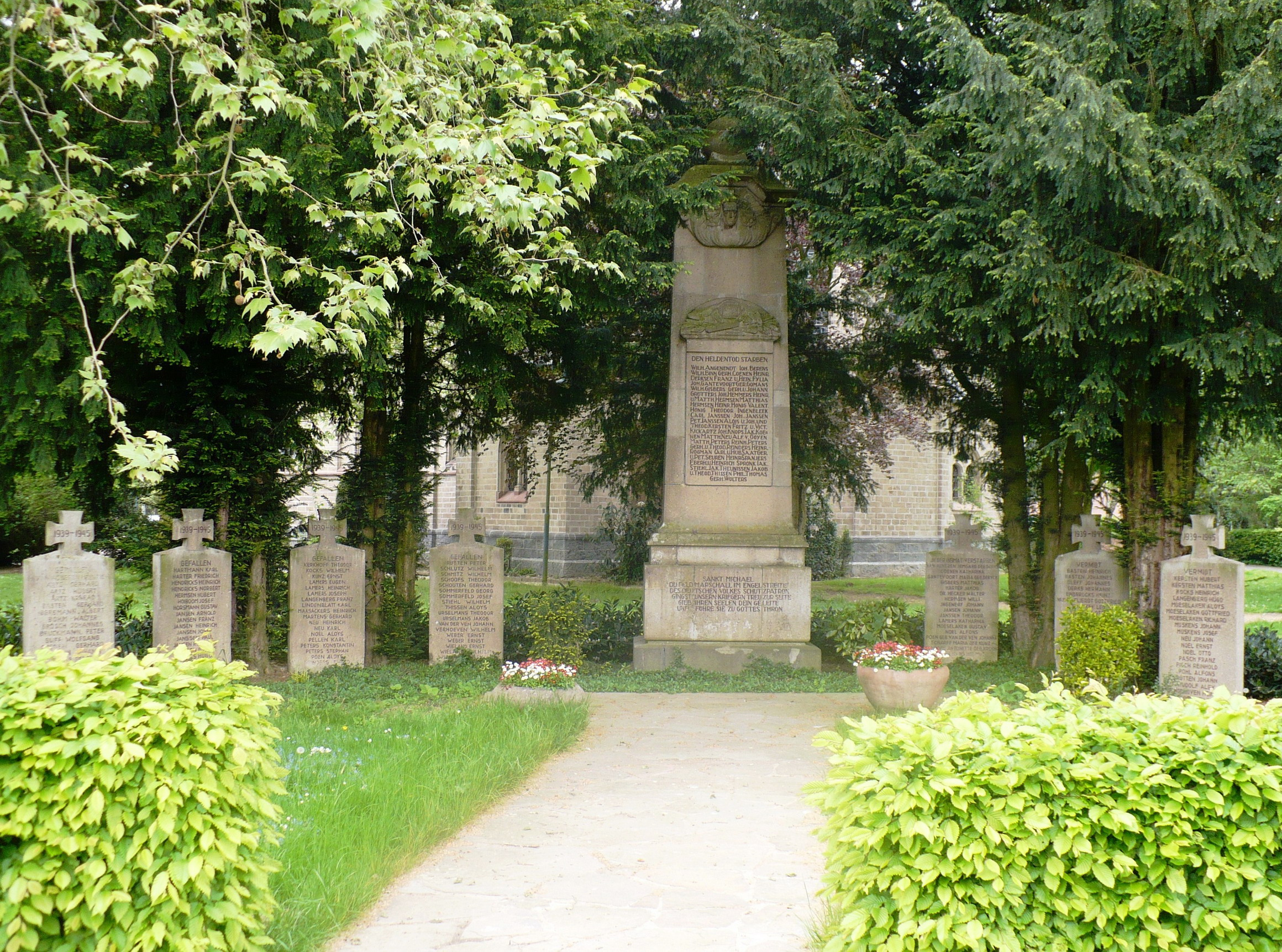
Ehrenmal zum Gedenken der Gefallenen des Zweiten Weltkrieges

Im nahegelegenen Klever Reichswald und im Umfeld des heutigen Ortes Asperden fand im Februar 1945 des Zweiten Weltkrieges die sogenannte Schlacht im Reichswald statt. Nach dieser Schlacht konnten die Alliierten anschließend bei Wesel einen Brückenkopf über den Rhein schlagen und somit das Ruhrgebiet einnehmen.

### Nach 1945
Am 28. Juni 1946 wurde die Amtsverwaltung Asperden, bestehend aus den Gemeinden Kessel, Asperden, Hassum und Hommersum mit Genehmigung der Militärregierung wieder von Goch selbstständig. Die auf dem Reichswaldgelände des Amtes entstandenen Siedlergemeinde Nierswalde wurde 1953 durch Regierungsverfügung dem Amt Asperden angegliedert. Das endgültige Aus für das Amt Asperden kam mit dem Neugliederungsgesetz vom 11. März 1969. Es wurde aufgelöst und die selbständigen Gemeinden, darunter auch Asperden, sind seit dem 1. Juli 1969 Ortsteile der Stadt Goch.

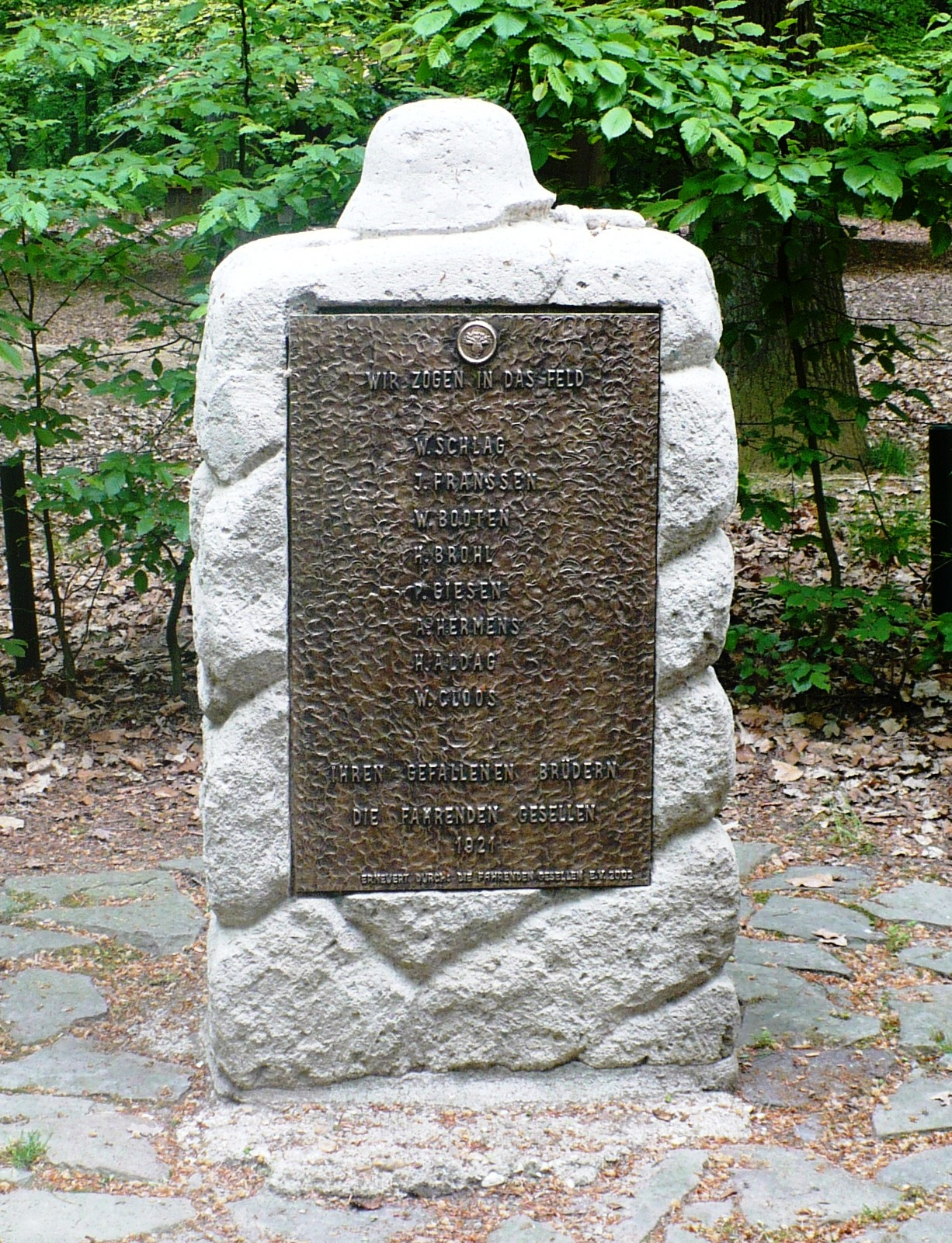
Ehrenmal der fahrenden Gesellen im Asperdener Reichswald zu Ehren der Gefallenen des Ersten Weltkrieges

## Wirtschaft
In Asperden sind kleine und mittlere Familienunternehmen wie Schreinerei, Raumausstattung, Verkauf von Gartenmöbeln und Zubehör, Gastronomie, Reithof, Landwirtschaft und Gartenbau ansässig.
Die Reichswaldklinik, seit 1983 eine Privatklinik für plastische und kosmetische Chirurgie, wurde 2019 aufgelöst und aus dem Handelsregister gestrichen.

## Vereine (Auswahl)
- Der Sportverein SV Asperden 1946 wurde 1946 gegründet und ist mit etwa 300 Mitgliedern (2008) der größte Verein im Dorf. 1955, 1980 und 1989 war der SV Asperden Meister der Kreisliga B, 1993 und 1996 Meister der Kreisliga C und 1998 hat der Verein den DFB-Jugendförderpreis erhalten. Neben Fußball gibt es auch Damenturnen, Kinderturnen und Cheerleading.
- Das Tambourcorps Asperden wurde 1954 gegründet.
- Der AKV Vallis Comitis ist der örtliche Karnevalsverein
- Der Luftsportverein Goch hat seinen Sitz am Flugplatz Goch-Asperden.
- Die KLJB Asperden wurde 1959 gegründet und ist eine Ortsgruppe der bundesweit aktiven Katholische Landjugendbewegung.

## Persönlichkeiten
- Arnold Angenendt (1934–2021), Priester, römisch-katholischer Theologe sowie Professor für Kirchengeschichte an der Universität Münster
- Gustav Ferbers (1850–1926), deutscher römisch-katholischer Pfarrer, Autor und Übersetzer
- Willi Girmes (1956–2024), Sänger, Entertainer und Partykünstler
- Ilse Härter (1912–2012), erste Frau in Deutschland, die zur evangelischen Pfarrerin ordiniert wurde
- Barbara Kisseler (1949–2016), Honorarprofessorin und Kultursenatorin im Hamburger Senat
- Wilhelm van den Loo (1879–1941), Päpstlicher Geheimkämmerer und Geistlicher Rat, Domkapitular in Münster 1937–1941[7]
- Harald Motzki (1948–2019),  deutscher Religions- und Islamwissenschaftler
- Georg Peters (1951–2018), Professor für Mikrobiologie der Universität Münster

## Belege
1. ↑  https://www.goch.de/de/inhalt-3/asperden/&nid1=21953
2. ↑  Siedlungen die ihren Ursprung in der Rodungszeit der Wälder haben, erkennt man an der Endung: den, so z. B. Asperden (Espenrodung) → vgl. Friedrich Gorissen: Von der römischen Herrschaft in Land am Niederrhein, Kleve 1949, S. 75 ff.
3. ↑  Peter Burggraaff, Astrid Schuhmann, Theo Voss: Kulturlandschaft an der Niers. Das ehemalige Zisterzienserinnen-Kloster Graefenthal. In: Kalender für das Klever Land auf das Jahr 1992, S. 189–195.
4. ↑  Hermann Hinz, Ilse Hömberg: Ausgrabung eines spätrömischen Burgus in Asperden, Kreis Kleve in Beiträge zur Archäologie des römischen Rheinlandes III, Düsseldorf 1968, S. 167–212
5. ↑  Martin Bünermann: Die Gemeinden des ersten Neugliederungsprogramms in Nordrhein-Westfalen. Deutscher Gemeindeverlag, Köln 1970, S. 79.
6. ↑  Handelsregister-Auszug Reichswaldklinik
7. ↑  Totenzettel Details. Abgerufen am 20. Februar 2025.